# 久々湊晴夫
久々湊 晴夫（くぐみなと はるお、1943年4月14日 - ）は、日本の法学者。専門は、医事法・家族法。北海道医療大学名誉教授、元北海学園大学法科大学院教授。泉久雄門下。

## エピソード
- 北海道医療大学（旧東日本学園大学）創設期から在籍し、薬学部、歯学部、看護福祉学部で、「法学」「薬事法規（のちに医事法学）」「医事法制」を担当した。
- 「医療と法」「医事法学」の新しい領域を開拓。
- 北海道医療大学を退職後、北海学園大学の法科大学院の創設に参加し、「民法Ⅴ」（家族法）、「医事法」を担当した[1]。
- 近年の研究テーマ、臓器移植と法・終末期医療と法、代理懐胎と法・医療事故と法など。

## 経歴
- 1943年 富山県新湊市（現　射水市）に生まれる
- 1962年 富山県立新湊高等学校卒業
- 1966年 専修大学法学部卒業
- 1973年 専修大学大学院法学研究科博士課程単位取得満期退学
- 1974年 東日本学園大学（現北海道医療大学）薬学部専任講師（法学）[2]
- 1981年 東日本学園大学音別教養部助教授[3]
- 1985年 北海道医療大学教養部教授（薬事法・医事法）
- 1993年 北海道医療大学基礎教育部教授（医事法学・医事法制）
- 1997年 北海道医療大学学生部長・基礎教育部長・理事を歴任(1999年まで)
- 2005年 北海道医療大学名誉教授
- 2005年 北海学園大学法科大学院教授（家族法・医事法）、北海学園大学法学部教授・兼任（家族法）
- 2014年 北海学園大学定年退職[4]・同法科大学院非常勤講師（医療と法、2017年まで）[5]。

## 著書
- 『医事法学』姫嶋瑞穂と共著（成文堂 2016年）
- 『はじめての家族法（第2版）』常岡史子編、鈴木伸智・田巻帝子・岩澤哲・羽生香織・千葉華月・中村恵・大杉麻美と共著（成文堂　2013年）
- 『はじめての医事法（第2版）』旗手俊彦と共編、森元拓・永水裕子・森本敦司・森本直子・本田まり・宮崎真由・境原三津夫・千葉華月共著（成文堂 2011年）
- 『判例家族法』落合福司・笠原克也と共著（成文堂 2010年）
- 『はじめての医事法』旗手俊彦と共編（成文堂 2009年）
- 『はじめての家族法』常岡史子編、鈴木伸智・田巻帝子・岩澤哲・羽生香織・千葉華月・大杉麻美と共著（成文堂 2008年）
- 『講説 親族法・相続法（第2版）』木幡文徳・落合福司・高橋敏・椎名規子・小野憲昭・桜井弘晃・宗村和弘と共著（信山社 2007年）
- 『やさしい医事法学（第2版）』（成文堂、2004年）
- 『やさしい家族法』落合福司・甲斐善弘と共著（成文堂 2003年）
- 『やさしい法学（第3版）』鈴木敬夫・千葉卓・城下祐二・山口康夫・渡辺利治・吉川日出男・落合福司・宇田一明・小川賢一と共著（成文堂 2002年）
- 『事例DE法学入門』荘子邦雄監修・鳥居喜代和・水島朝穂・白藤博行・白取祐司・城下祐二・千葉恵美子・伊藤知義・藤原正則・新山一範・原強・松本祥志と共著（青林書院 1998年）
- 『医事法学講義』（成文堂 1994年）
- 『財産法入門』小川賢一・落合福司・鈴木敬夫・高橋敏・山口康夫・吉川日出男と共著（中央経済社）など多数

## 論文
- 「生殖医療と親子法」北海学園大学「法学研究」40巻1号
- 「末期医療と法」北海道医療大学「人間基礎科学論集」28号
- 「病名告知と法」北海道医療大学「人間基礎科学論集」27号
- 「輸血拒否と患者の権利」北海道医療大学「人間基礎科学論集」26号
- 「臓器移植法と臓器提供者の権利」北海道医療大学「人間基礎科学論集」25号
- 「北海道の離婚」山畠正男・石川恒夫と共同研究、家事事件研究会・「ケース研究」199号～203号など多数